# Ely Jacques Kahn
Ely Jacques Kahn (Nueva York, 1 de junio de 1884-ibídem, 5 de septiembre de 1972) fue un arquitecto comercial estadounidense que diseñó numerosos rascacielos en la ciudad de Nueva York durante el siglo XX. Además de los edificios destinados a uso comercial, los diseños de Kahn abarcaron todas las posibilidades de los programas arquitectónicos, incluidas las instalaciones para la industria cinematográfica. Muchos los diseñó bajo la Ley de Zonificación de 1916 y presentan retranqueos; estos han sido comparados con la forma escalonada de la Torre de Babel. Kahn también es conocido por su amistad con la autora Ayn Rand.

## Biografía
Kahn nació en Nueva York, hijo único de una próspera familia judía austriaca y franco-estadounidense. Su hermana, Rena Rosenthal, trajo productos de diseño de Europa para venderlos en Nueva York, lo que quizás le proporcionó su primera introducción al diseño. Ely Jacques Kahn viajó a Europa donde conoció la obra del arquitecto Josef Hoffmann. Se graduó de la Universidad de Columbia en 1903 y luego fue profesor en la Universidad Cornell.
La asociación de Kahn con Albert Buchman duró desde 1917 hasta 1930. En este período, su trabajo alternó Beaux-Arts con el cubismo, el modernismo y el art déco, de los cuales ejemplos son 2 Park Avenue (1927), que usa terracota arquitectónica en facetas llamativas y colores primarios, el Film Center Building en Hell's Kitchen (1928–29) y el Squibb Building (1930), que Kahn considera entre sus mejores obras. En lo que se ha convertido en una fotografía icónica, Kahn se disfrazó de su propio edificio Squibb con otros arquitectos disfrazados de edificios para el Baile de Bellas Artes de 1931. El edificio se alejó decididamente de la modernidad decorativa del Art Deco de los años 1920: Lewis Mumford lo elogió en 1931 como “un gran alivio después de los fuegos artificiales, los ladridos de Coney Island, los chismes teatrales que se han disfrazado de le style moderne en Manhattan durante la los últimos años".

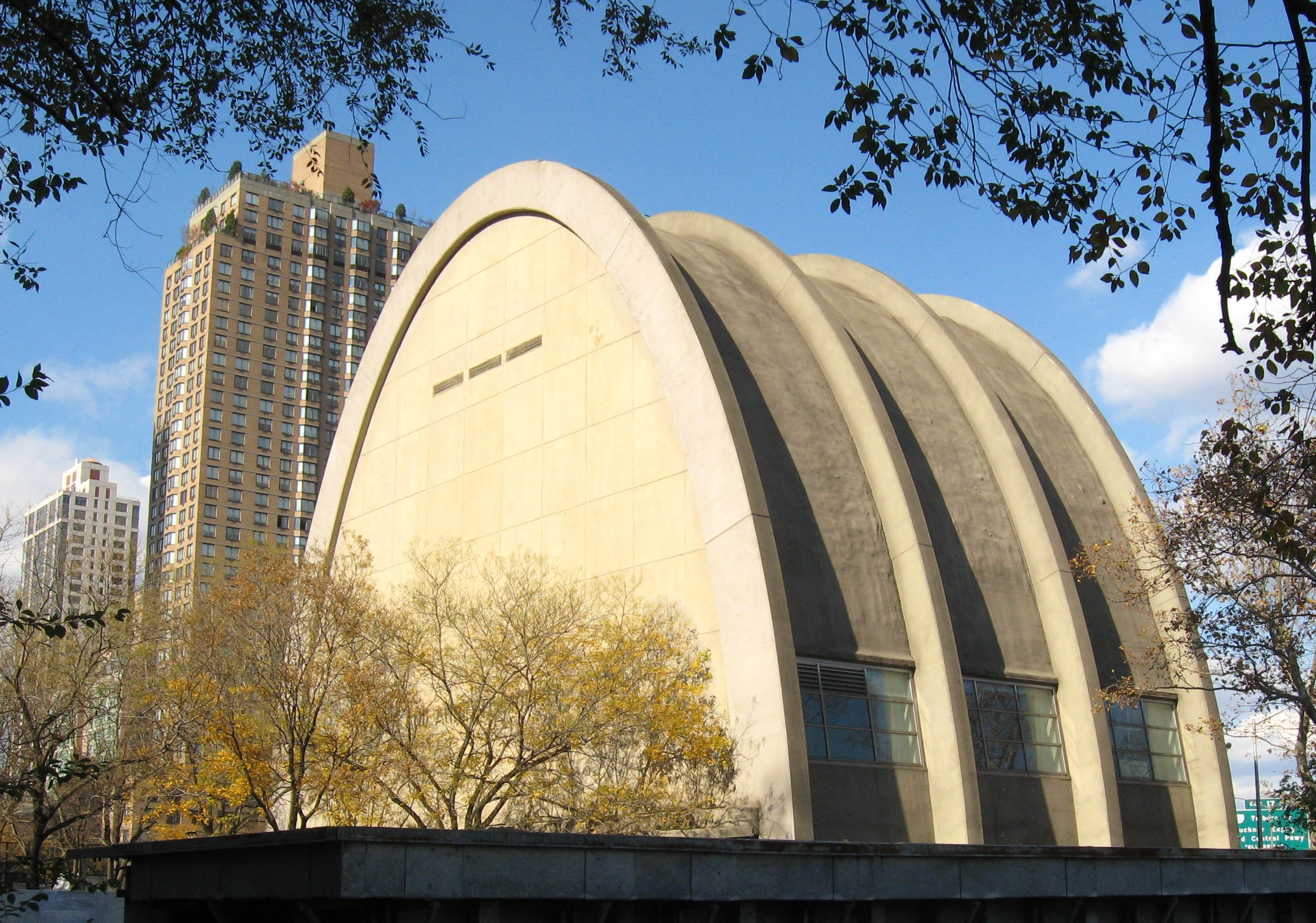
Planta Municipal de Asfalto

Como investigadora para The Fountainhead, la autora Ayn Rand trabajó en la oficina de Kahn, donde Kahn arregló que ella conociera a Frank Lloyd Wright. Kahn, que había tomado el control total de la práctica de Kahn & Buchman en 1930, como Ely Jacques Kahn Architects, produjo algunos rascacielos comerciales que combinaban la masa tradicional con una piel despojada de todos los detalles, como el Continental Building de 42 pisos (1931). en Broadway y West 41st Street.
En 1940, formó una sociedad con Robert Allan Jacobs, el hijo del arquitecto Harry Allan Jacobs. Una obra ejemplar de este período es el Universal Pictures Building de 1947 que fue utilizado por Reyner Banham para ilustrar el aire acondicionado. Otro es 100 Park Avenue; la firma colaboró más tarde con Ludwig Mies van der Rohe y Philip Johnson en el Seagram Building. En 1944, Kahn y Jacobs presentaron un prosaico programa, la Planta Municipal de Asfalto, en Franklin entre las calles 90 y 91, como una estructura de concreto independiente con cuatro arcos parabólicos de acero. Para el anexo del New York Stock Exchange Building en 20 Broad Street, Kahn & Jacobs creó instalaciones adicionales en 1956 diseñadas con su característico zig-zag de contratiempos en los pisos superiores.
El trabajo de Kahn justo después de la Segunda Guerra Mundial tuvo una relevancia directa para el judaísmo. En 1946, comenzó una renovación de la Sinagoga Central de Manhattan. En 1947, escribió sobre el tema de los principios de diseño para sinagogas en un artículo titulado "Creación de un estilo de sinagoga moderno: no más copias". En 1948, con el escultor Jo Davidson, Kahn hizo el primer plan público para un memorial del Holocausto en los Estados Unidos. El sitio elegido para este proyecto en Riverside Park dio lugar posteriormente a otros proyectos de memoriales de Percival Goodman y Erich Mendelsohn.
Aunque Kahn se retiró algunos años antes, la firma de Kahn & Jacobs duró hasta 1973, el año posterior a la muerte de Kahn.
Los extensos dibujos y documentos arquitectónicos de Kahn, incluidos los materiales de las firmas Buchman & Kahn y Kahn & Jacobs, se encuentran en el Departamento de Dibujos y Archivos de la Biblioteca Avery de Arquitectura y Bellas Artes de la Universidad de Columbia.